# Sommet du G7 de 2025
 (février 2025).
Si vous disposez d'ouvrages ou d'articles de référence ou si vous connaissez des sites web de qualité traitant du thème abordé ici, merci de compléter l'article en donnant les références utiles à sa vérifiabilité et en les liant à la section « Notes et références ».
Le sommet du G7 de 2025 a lieu du 15 au 17 juin 2025 à Kananaskis, en Alberta au Canada. Il réunit les États-Unis, le Royaume-Uni, le Canada, la France, l'Allemagne, l'Italie et le Japon, ainsi que l'Union européenne, représentée par le président du Conseil et la présidente de la Commission.

## Composition

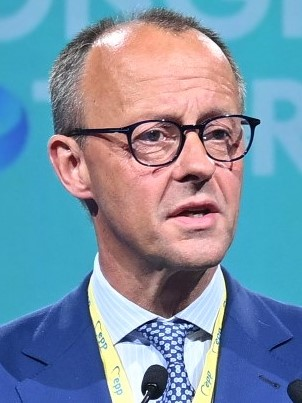
' Friedrich Merz, chancelier fédéral
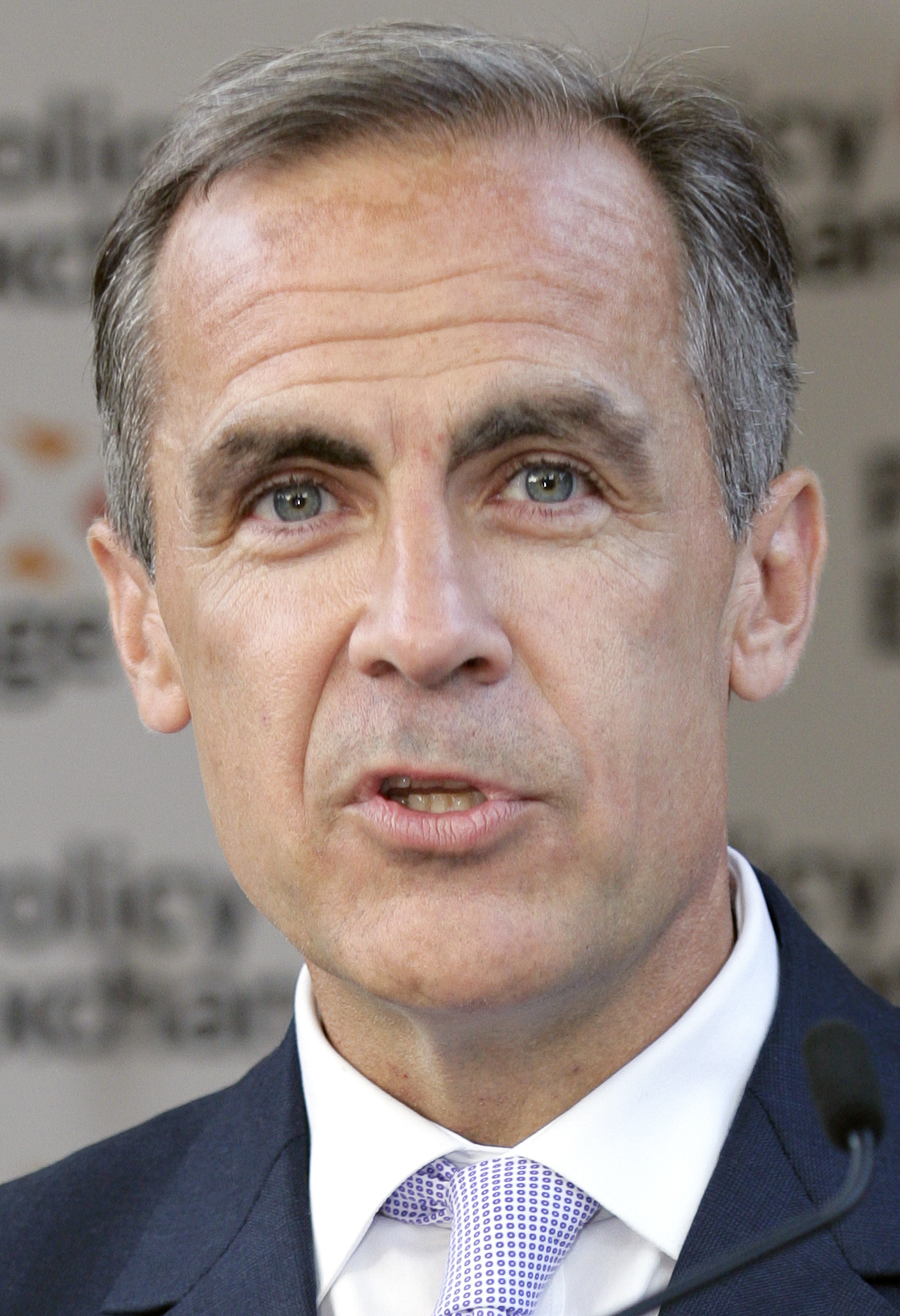
' (hôte) Mark Carney, premier ministre
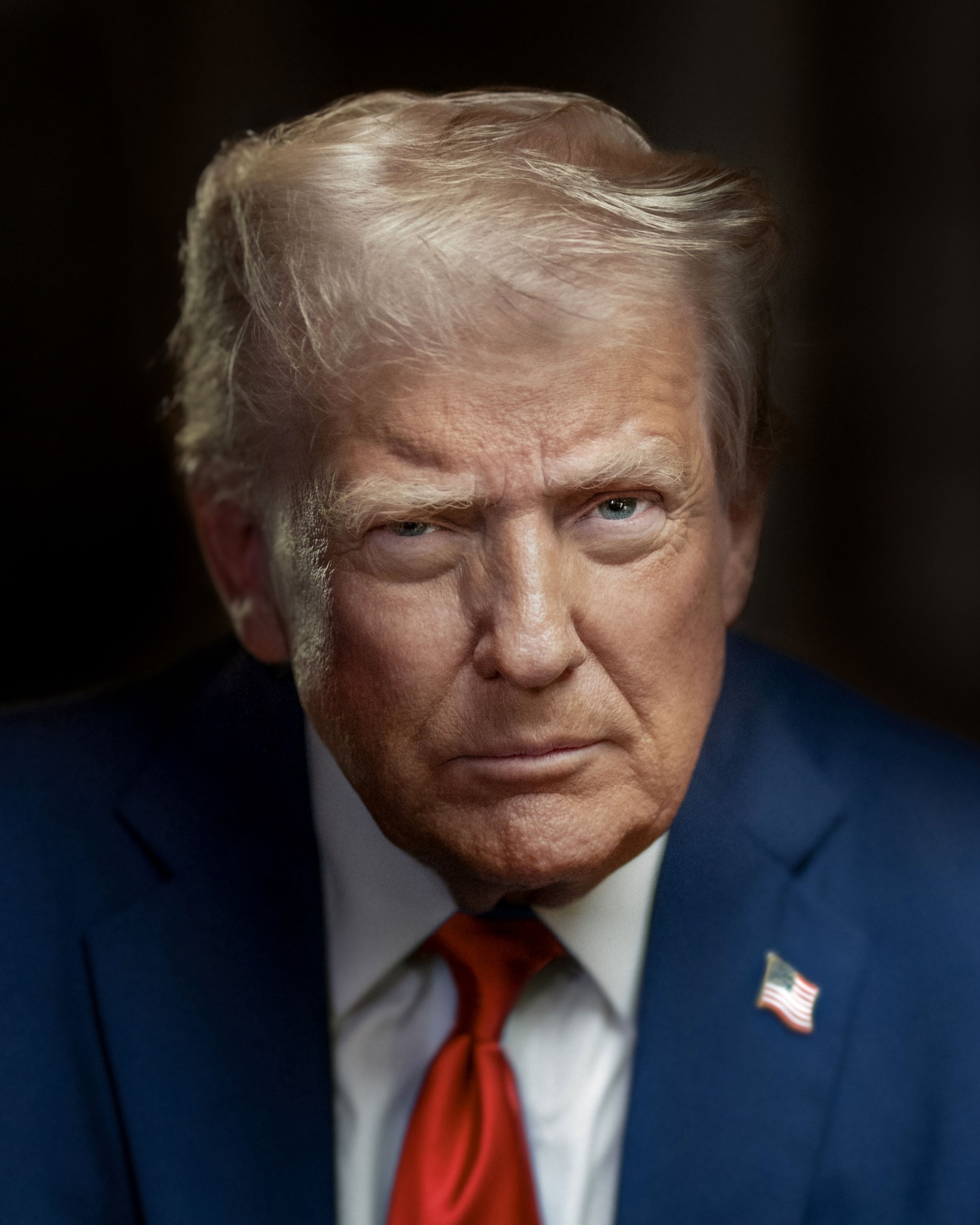
' Donald Trump, président
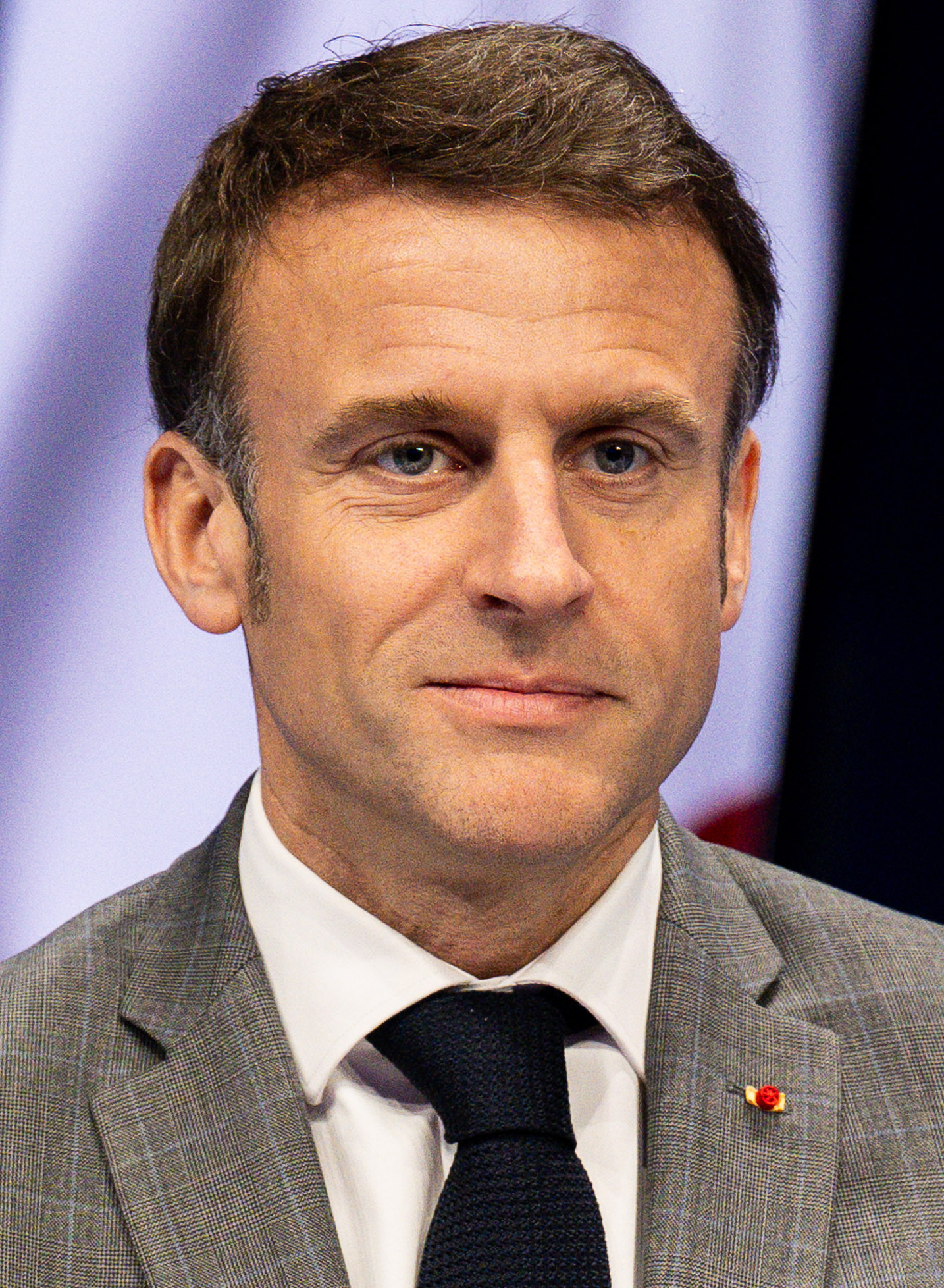
' Emmanuel Macron, président
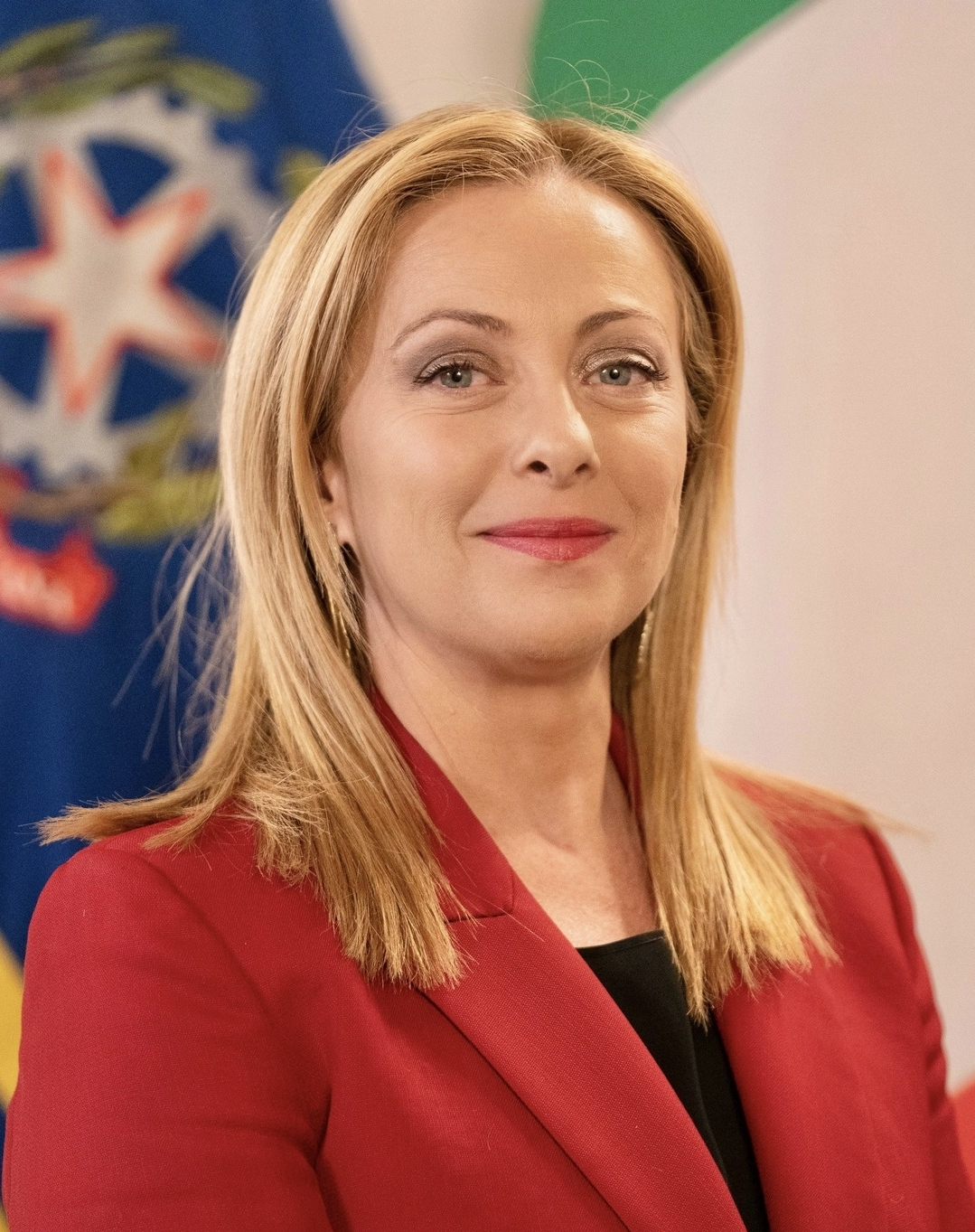
' Giorgia Meloni, présidente du Conseil
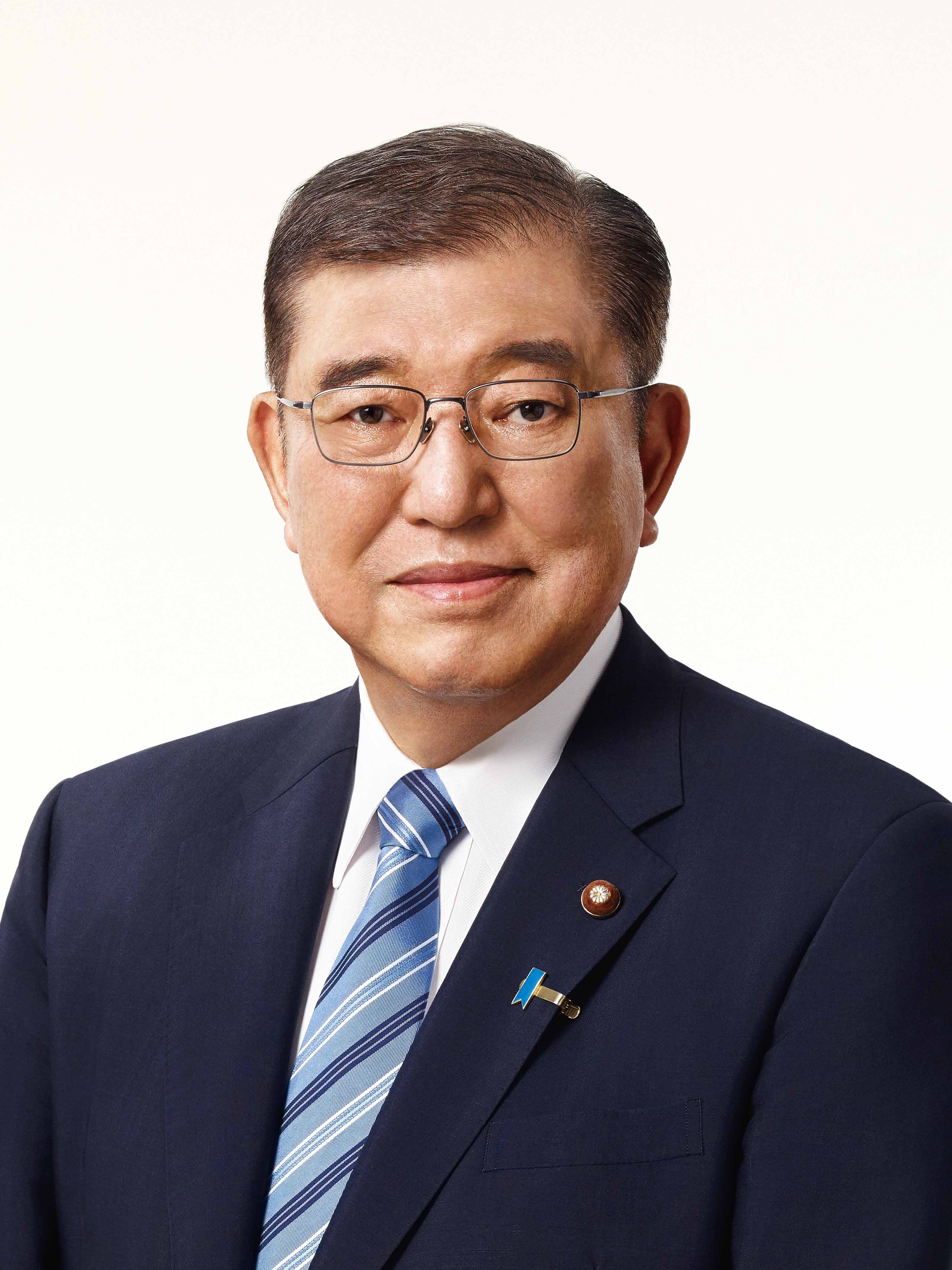
' Shigeru Ishiba, Premier ministre
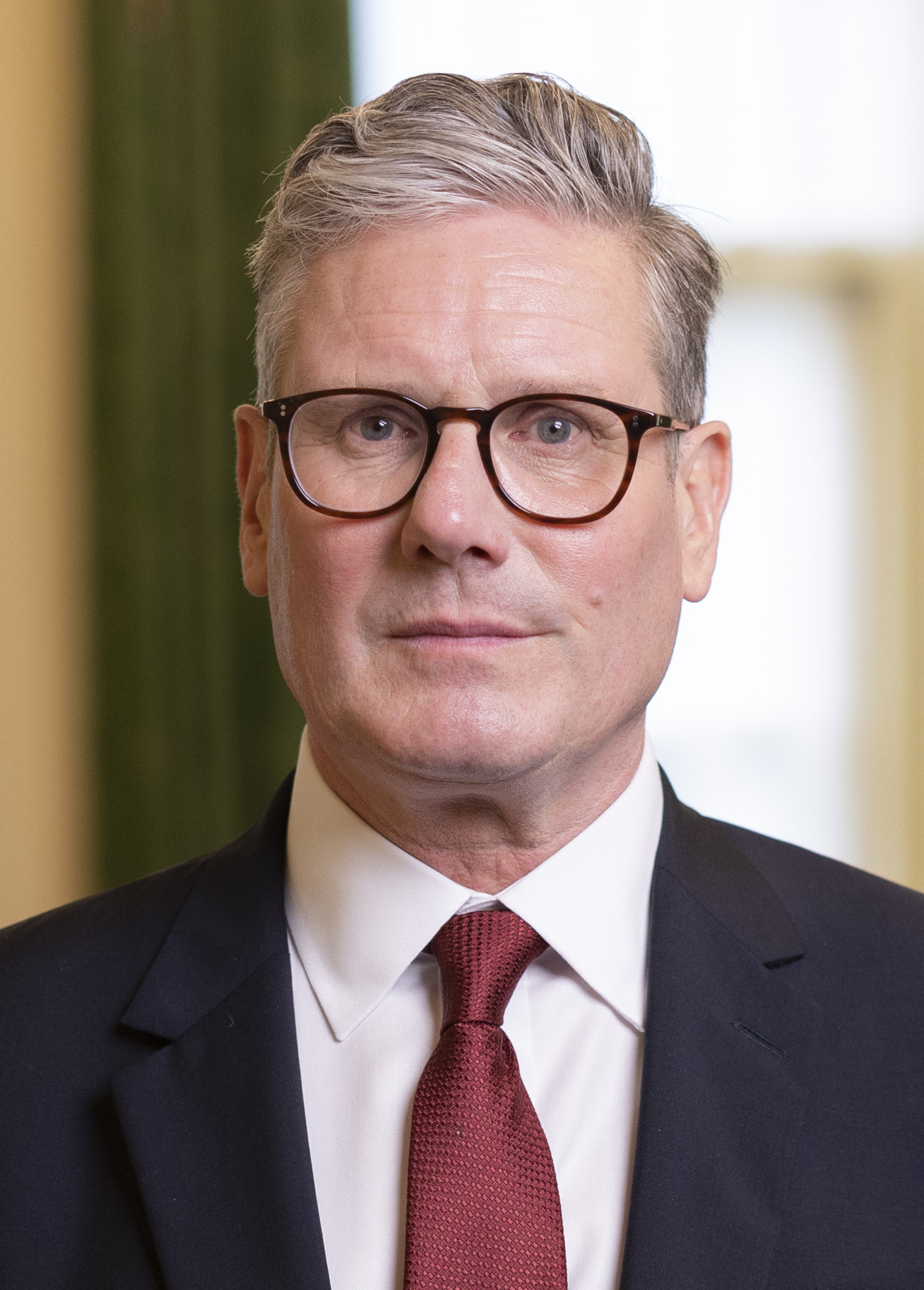
' Keir Starmer, Premier ministre

- Allemagne
Friedrich Merz, chancelier fédéral
- Canada (hôte)
Mark Carney,
premier ministre
- États-Unis
Donald Trump, président
- France
Emmanuel Macron, président
- Italie
Giorgia Meloni, présidente du Conseil
- Japon
Shigeru Ishiba,
Premier ministre
- Royaume-Uni
Keir Starmer,
Premier ministre

- Union européenne

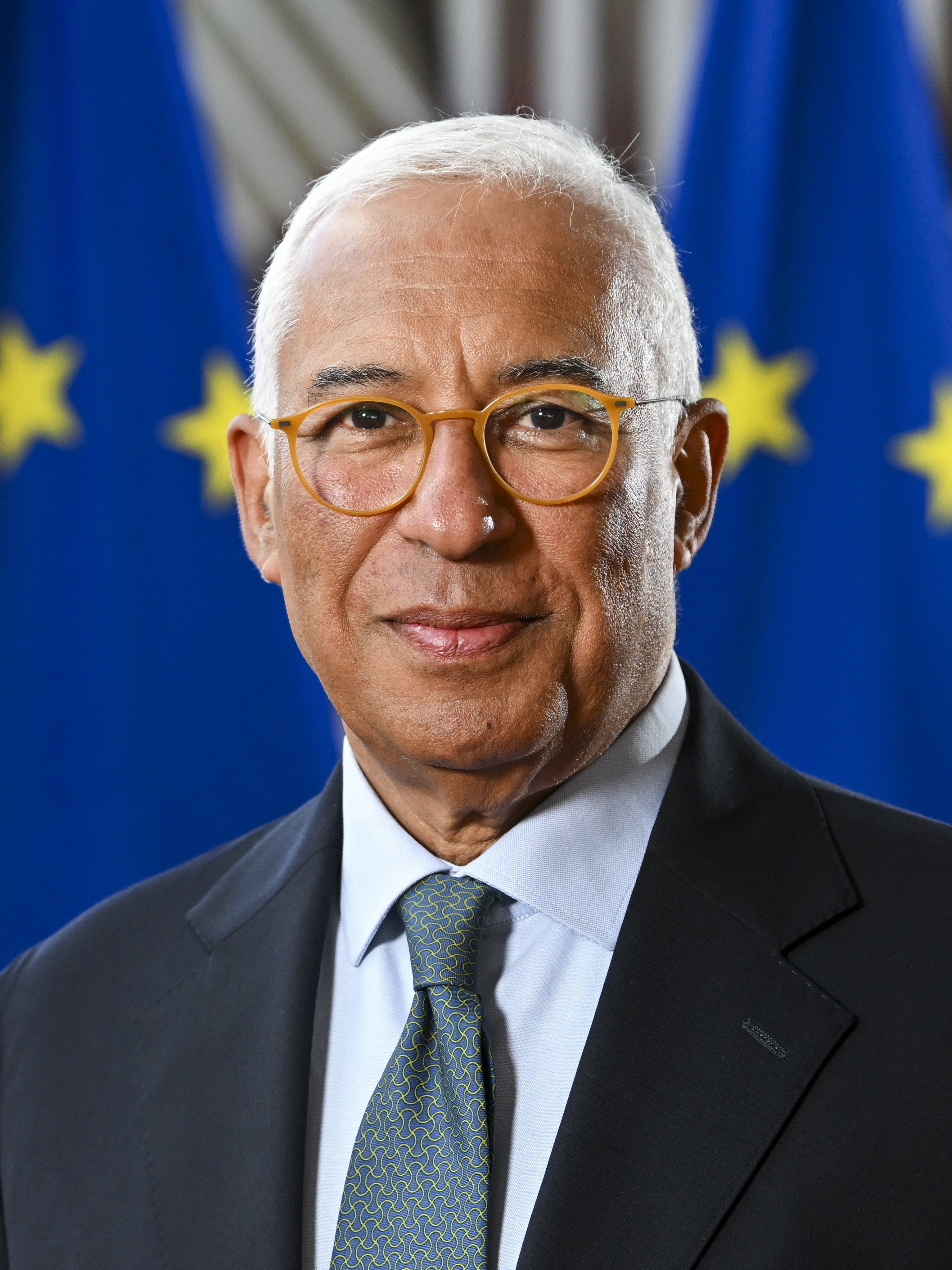
António Costa, président du Conseil
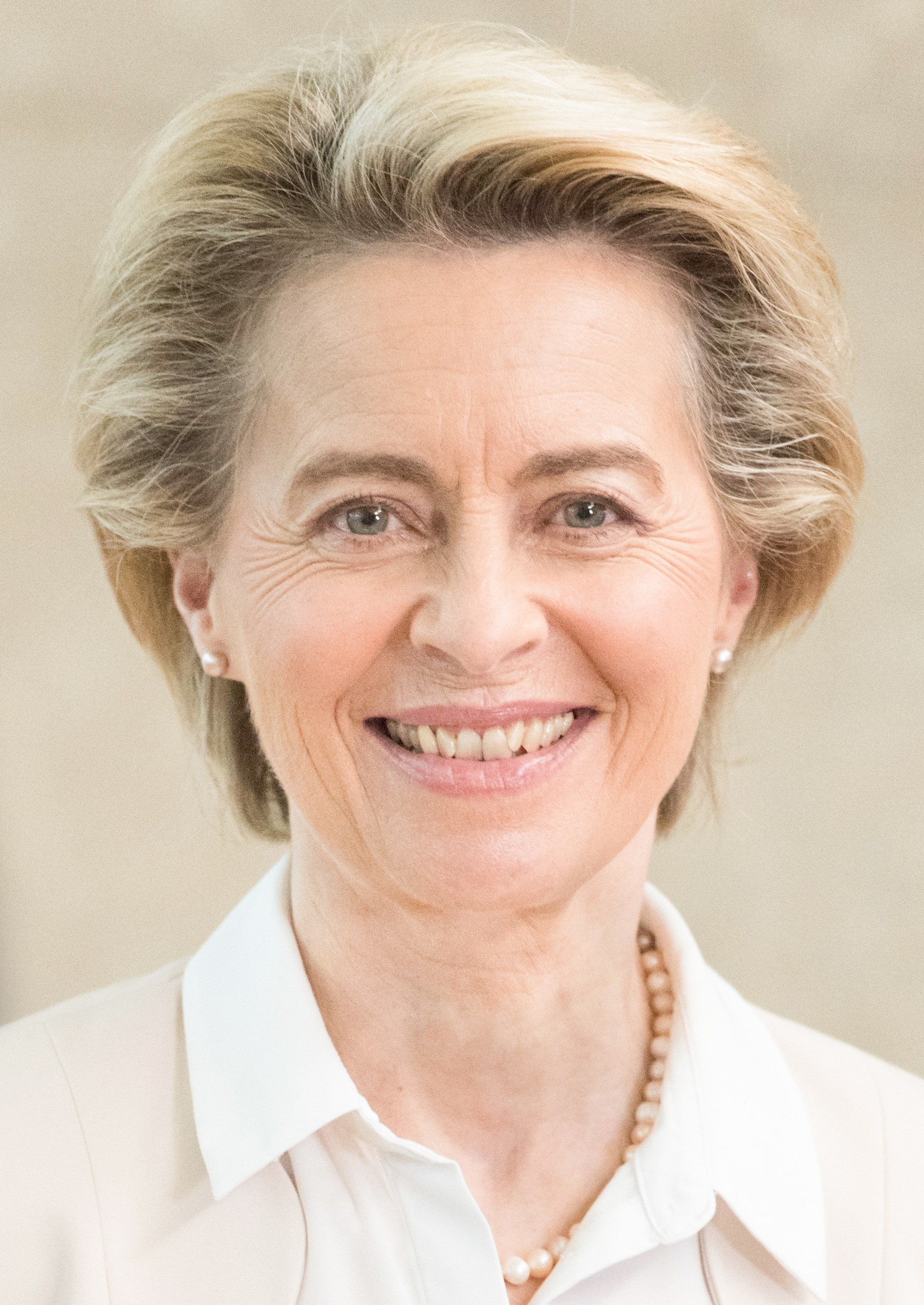
Ursula von der Leyen, présidente de la Commission

## Déroulement
Le président Donald Trump quitte le sommet dès le soir du 16 juin.